# Prisepenge
Prisepenge er et beløb som udbetales til besætningen på et skib som belønning for et under søslag eller kapring opbragt eller beslaglagt skib eller vareparti.
Dette efter salg af samme.